# Feuerwasser (Album)
Feuerwasser ist das erste Album des Mindener Rappers Curse und wurde am 27. März 2000 über Jive Records veröffentlicht. Von Kritikern und Fans unterschiedlich aufgenommen, da das Album sich stilistisch von den musikalischen Ansätzen der damaligen deutschen Hip-Hop-Knotenpunkte in Hamburg und Stuttgart stark unterschied, wird Feuerwasser heute vielerseits als wegweisend für die Entwicklung des deutschen Hip-Hop gesehen.
Obgleich des vergleichsweise niedrigen kommerziellen Erfolgs anderen Hip-Hop-Künstlern der damaligen Zeit gegenüber, befindet sich auf dem Album mit Hassliebe / Zehn Rap Gesetze zudem Curse’ erste Single, die es in die Videorotation einiger Musiksender schaffte.

## Konzept und Produktion
Die Texte handeln von zwischenmenschlichen Beziehungen, Selbstreflexion und Depressionen. Daneben gibt es Representer- und Battletracks. Von dem Juice Magazin wird das Album als Mischung aus „Naivität und Durchdachtheit, Emotion und Technik, juveniler Feierlaune und erstaunlichem Ernst“ beschrieben.
Das Album ist als klassische Rap-Platte konzipiert und orientierte sich laut Curse und Bührens Aussage vor allem an dem Debütalbum von Nas namens Illmatic.
Auf musikalischer Seite arbeiten die Produzenten Lord Scan, Stieber Twins, Sascha „Busy“ Bühren, Iman, DJ Feedback und Peer Bee zum überwiegenden Teil mit Stilen und Elementen des Eastcoast-Hip-Hop der mittleren und späten 90er-Jahre. Diese Soundästhetik zeichnet sich vor allem durch Programmierung von Samples (oftmals aus dem Bereich des Jazz) mittels entsprechenden analogen Workstations und Drumcomputern wie der MPC 2000 oder der SP1200 von E-mu Systems aus.

## Titelliste
1. Zehn Rap Gesetze – 1:39
2. Was is… – 4:05
3. Wahre Liebe – 4:00
4. Leavin’ Las Vegas (feat. Der Klan) – 4:29
5. Ladykiller – 3:05
6. Entwicklungshilfe – 3:23
7. Unter 4 Augen – 1:58
8. Seance (feat. Arsonists, Shabazz The Disciple & Stieber Twins) – 3:58
9. Hassliebe – 3:47
10. Kaspaklatsche (feat. Der Klan) – 2:56
11. Weserwasser – 3:36
12. Auf uns ist Verlass (feat. Tone) – 4:33
13. Licht und Schatten (feat. J-Luv) – 4:29
14. Schlussstrich – 2:28
15. Sufis feat. Square One – 3:59 (Nur auf der Neuauflage von 2003 enthalten)
16. Was Ist (Square One Remix) – 3:53 (Nur auf der Neuauflage von 2003 enthalten)

## Rezeption

### Chartplatzierung
Feuerwasser stieg in der ersten Woche auf Platz 31 der Media-Control-Charts ein. In der zweiten Woche rutschte das Album auf Rang 46 ab. Insgesamt war es sechs Wochen in den Top 100 vertreten, letztmals in der 20. Kalenderwoche des Jahres 2000 auf Platz 89. Es zählt damit als Album mit der bisher niedrigsten Einstiegsposition und dem kürzesten Aufenthalt in den Charts in Curse’ Diskografie von regulären Studio-Alben.

### Kritiken
Die Kritiker hatten unterschiedliche Meinungen zu Feuerwasser, was unter anderem dem künstlerischen Ansatz von Curse zuzuschreiben ist. Jener unterschied sich seinerzeit sehr stark von den Konventionen und Konzeptionen der damaligen deutschen Hip-Hop-Epizentren Hamburg und Stuttgart. Dennoch hatte Curse durch vorangegangene Projekte eine entsprechende Erwartungshaltung innerhalb der Hip-Hop-Szene produziert, die vielerorts sehr hoch angesetzt war.
Das Juice Magazin sah im Veröffentlichungsjahr Feuerwasser als eines „der besten deutschen Hiphop-Alben“ und machte es zu seinem Album des Monats. Später nahm das Magazin Feuerwasser im Review-Teil einer Sonderausgabe in die „Auswahl der relevantesten, deutschen Rap-Alben der noch jungen Hiphop-Geschichte […]“ auf. Dem Album wird hier „[…] Moral, Integrität und Ehre […]“. zugeschrieben.
Laut.de bewertete das Album mittelmäßig mit der Begründung, dass die stilistische Richtung des Albums „ein bisschen zu hart und […] zum Teil zu persönlich“ sei. Die Intro attestiert Curse Inhaltslosigkeit. Beim Re-Release von Feuerwasser im Jahr 2003 revidierte sie diese Meinung jedoch und sprach von „[…] einem der besten Rapalben dieses Jahres [2003].“
Insgesamt stieß Feuerwasser größtenteils auf positive Resonanz, ist aber weitaus unpopulärer bei Fans geblieben als etwa seine Nachfolger Von Innen nach Außen oder Freiheit